# Lophoictinia
Lophoictinia is een monotypisch geslacht van vogels uit de familie van de havikachtigen (Accipitridae). De wetenschappelijke naam van het geslacht is voor het eerst geldig gepubliceerd in 1847 door Johann Jakob Kaup. De volgende soort is bij het geslacht ingedeeld:
- Lophoictinia isura – Kortstaartwouw